# L'Empire du roi-singe
Pour plus de détails, voir Fiche technique et Distribution.
L'Empire du roi-singe (connu aussi sous le nom Le Dernier Empire ou La Légende de Monkey King, titre original : The Monkey King, connu parfois sous le nom de The Lost Empire) est une mini-série international (États-Unis-Allemagne-République tchèque-Singapour) de 2001, réalisée par Peter MacDonald sur un scénario de David Henry Hwang (en), d'après le livre traditionnel chinois de Wu Cheng'en, La Pérégrination vers l'Ouest. Elle a été diffusés pour la première fois le 11 mars 2001 aux États-Unis sur NBC et sur RTL Television en Allemagne.

## Synopsis
Nicholas Orton, un homme d'affaires américain, vit depuis plusieurs années en Chine. Il rencontre une belle femme chinoise, incarnation de Guanyin, qui lui annonce qu'il est le seul à pouvoir sauver le monde d'un retour en arrière de 500 ans. Il ne croit pas un mot de cette prédiction, jusqu'à ce que ses premiers effets se réalisent, des immeubles s'effondrant devant ses yeux. La femme l'amène alors jusqu'à un portail, qui lui permettra d'accéder, grâce aux enseignements de Confucius, au monde mythologique chinois. Sa première action dans ce monde est de venir en aide à Sun Wukong, le Roi des Singes. Il rencontrera aussi Zhu Bajie et Sha Wujing…

## Distribution
- Bai Ling : Guanyin
- Thomas Gibson : Nicholas Orton
- Russell Wong : Sun Wukong
- Eddie Marsan : Zhu Bajie
- Ric Young : Confucius
- Kabir Bedi : Sha Wujing
- Randall Duk Kim : Shu
- James Faulkner : Marcus Harding

## Récompenses
Nominations
- Saturn Award :
  - Saturn Award du meilleur téléfilm 2002
- Primetime Emmy Award :
  - Meilleure coiffure pour une minisérie, un téléfilm ou un programme spécial 2001